# Hibernians F.C.
Hibernians là một câu lạc bộ bóng đá ở Malta, có trụ sở tại thị trấn Paola của Malta. Đây là một trong những câu lạc bộ bóng đá hàng đầu ở Malta. Hibernians hiện là đương kim vô địch của giải vô địch quốc gia. Câu lạc bộ được thành lập năm 1922, nhưng bóng đá ở Paola thì đã xuất hiện từ năm 1894. Câu lạc bộ có một lịch sử lâu dài, là đội bóng thường xuyên chơi ở giải đấu cao nhất ở Malta. Hibernians là đội bóng đầu tiên đại diện cho Malta thi đấu ở châu Âu năm 1961. Đội bóng có một vài kết quả đáng nhớ như thủ hoà 0−0 tại Malta với các đội bóng lớn của châu Âu như Manchester United và Real Madrid.

## Danh hiệu
- Giải bóng đá ngoại hạng Malta (Maltese Premier League)

Vô địch (12): 1960–61, 1966–67, 1968–69, 1978–79, 1980–81, 1981–82, 1993–94, 1994–95, 2001–02, 2008–09, 2014–15, 2016–17
- Cúp bóng đá Malta (Maltese FA Trophy)

Vô địch (10): 1961–62, 1969–70, 1970–71, 1979–80, 1981–82, 1997–98, 2005–06, 2006–07, 2011–12, 2012–13
- Siêu cúp bóng đá Malta (Maltese Super Cup)

Vô địch (3): 1994, 2007, 2015
- Cassar Cup (2): 1961–1962, 1962–1963
- Testaferrata Cup (3): 1977–1978, 1978–1979, 1980–1981
- Independence Cup (3): 1967–1968, 1968–1969, 1970–1971
- Sons of Malta Cup (3): 1969–1970, 1970–1971, 1971–1972
- Olympic Cup (1): 1962–1963
- Schembri Shield (1): 1961–1962

## Cầu thủ

### Đội hình hiện tại
Tính đến 8 tháng 2 năm 2024
Ghi chú: Quốc kỳ chỉ đội tuyển quốc gia được xác định rõ trong điều lệ tư cách FIFA. Các cầu thủ có thể giữ hơn một quốc tịch ngoài FIFA.
| Số | VT | Quốc gia | Cầu thủ           |
| -- | -- | -------- | ----------------- |
| 1  | TM | Malta    | Jonathan Debono   |
| 3  | HV | Malta    | Ferdinando Apap   |
| 5  | HV | Malta    | Kurt Shaw         |
| 6  | TV | Malta    | Lucas Caruana     |
| 7  | TV | Malta    | Ayrton Attard     |
| 8  | HV | România  | Binu Bairam       |
| 9  | TĐ | Croatia  | Šime Žužul        |
| 10 | TĐ | Malta    | Jurgen Degabriele |
| 11 | TV | Malta    | Bjorn Kristensen  |
| 13 | HV | Malta    | Zachary Grech     |
| 16 | HV | Malta    | Samuel Okoh       |
| 17 | TĐ | Malta    | Isaiah Chukunyere |

| Số | VT | Quốc gia    | Cầu thủ           |
| -- | -- | ----------- | ----------------- |
| 20 | TV | Ukraina     | Artem Radchenko   |
| 21 | TĐ | Brasil      | Alex Bruno        |
| 22 | HV | Tây Ban Nha | Gabri Izquier     |
| 23 | TV | Ý           | Claudio Bonanni   |
| 24 | TM | Guinée      | Ibrahim Koné      |
| 25 | HV | Bờ Biển Ngà | Mamadou Bagayoko  |
| 29 | TĐ | Hy Lạp      | Giannis Bastianos |
| 30 | TM | Malta       | Hugo Sacco        |
| 77 | TĐ | Hà Lan      | Rodney Antwi      |
| 99 | HV | Brasil      | Higor Gabriel     |
| —  | TĐ | Brasil      | Luizinho Guedes   |

### Cựu cầu thủ nổi tiếng

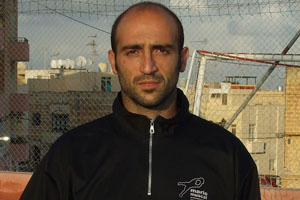
Mario Muscat

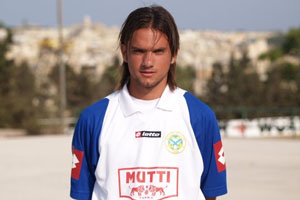
André Schembri

| - Edmond Agius - Julio Alcorsé - Lawrence Attard - Edward Azzopardi - Roderick Baldacchino - John Bonello - Norman Buttigieg - David Camilleri - Edwin Camilleri - David Carabott - Ndubisi Chukunyere - Freddie Church - Adrian Ciantar - Andrew Cohen - Brian Crawley - Robert Docherty - Haruna Doda | - Pablo Doffo - Clayton Failla - George Lawrence - Edmond Lufi - Stanley Matthews - Essien Mbong - Adrian Mifsud - Alan Mifsud - Miguel Mifsud - Freddie Mizzi - Mario Muscat - Branko Nisevic - Chidoze Nwankwo - Udo Nwoko - Cesar Paiber - Jonathan Pearson - Johnnie Privitera | - Adrian Pulis - Peter Pullicino - Charles Scerri - Terence Scerri - André Schembri - Michael Spiteri - Ernest Spiteri Gonzi - Stefan Sultana - Eddie Theobald - Louis Theobald - Silvio Vella - Roger Walker - Michael Woods - Aaron Xuereb - Ġużi Xuereb - Karl Zacchau - Antoine Zahra |  |  |